# آلبرتو باچله
آلبرتو باچله (انگلیسی: Alberto Bachelet; ۲۷ آوریل ۱۹۲۳ – ۱۲ مارس ۱۹۷۴) ژنرال سرتیپ نیروی هوایی شیلی بود. او به دنبال مخالفت با کودتای ۱۹۷۳ شیلی که توسط ژنرال آگوستو پینوشه صورت گرفت، زندانی شد و برای چندین ماه تاحد مرگ وی را شکنجه کردند تا اینکه در سال ۱۹۷۴ بر اثر بیماری قلبی درگذشت. دختر او میچل باچله برای دو دوره رئیس‌جمهور شیلی شد.

## زندگی‌نامه
باچله در سانتیاگو در یک خانواده شیلیایی متولد شد پدرش آلبرتو باچله براندت و مادرش مرسدس مارتینز بینیملیس بود.

## فعالیت
در ۱۹۴۰ وارد خدمت نظام وظیفه شد و با گرفتن بورس تحصیلی از دانشکده هوایی کاپیتان مانوئل آوالوس پرادو، همراه با گوستاو لی وارد ارتش شدند. با انتخاب فرمانده هنگ توپخانه ضدهوایی هیل، سرهنگ لوئیس اسوالدو پوکسیو گیسن. لی و باچله به ترتیب افسران، یکی در شعبه مدیریت و دیگری در شعبه هوایی شدند.
در سال ۱۹۶۲، در زمان ریاست جمهوری خورخه الساندری رودریگز، باچله را به عنوان سفیر نظامی در سفارت شیلی در واشینگتن، دی.سی.، ایالات متحده آمریکا، منصوب کرد. در سال ۱۹۷۲، هنگامی که سالوادور آلنده به قدرت رسید او را به عنوان دبیر دفتر تأمین ملی و بازاریابی (DINAC) منصوب کرد، شغلی که مجبور بود آخرین وضعیت عرضه و قیمت‌ها (JAP) را تغییر دهد.
در طول سال ۱۹۷۳، ژنرال باچله در بخش حسابداری نیروی هوایی شیلی (FACH) مشغول خدمت بود. هنگامی که او با کودتای ۱۱ سپتامبر به ریاست فرمانده آگوستو پینوشه مواجه شد با آن به مخالفت پرداخت و مورد حمایت سایر فرماندهان از جمله گاستوو لی قرار گرفت، او در همان روز ۱۱ سپتامبر ۱۹۷۳در دفتر وزارت دفاع بازداشت شد. اگر چه همان شب آزاد گردید، اما در ۱۴ سپتامبر به خانه‌اش یورش کرده و دوباره او را بازداشت کردند.
او در آکادمی نیروی هواییFACH محبوس شد، مدیر کل آن، فردی به بنام سرهنگ فرناندو ماتئی (ماتئی بعداً هرگونه دخالتش را در بازجویی و مرگ باچله منکر شده واظهار داشته بود که در هنگام کودتا او در لندن به سر می‌برده و مشغول کار خود به عنوان وابسته هوایی بوده است و در دسامبر ۱۹۷۳ به شیلی بازگشته. او مدعی شده بود که تنها رئیس اسمی آکادمی بوده و فقط یک بار در فوریه سال ۱۹۷۴از آن بازدید کرده، که توسط گوستاو لی در دفتر شخصی او بوده و تحت کنترل سرفرماندهی پینوشه قرار داشته است). در این محل، باچله تحت بازجویی و شکنجه توسط رفقای ارتشی خود قرار گرفت. سپس او را به بیمارستان آکادمی نیروی هوایی FACH منتقل کردند. باچله در نامه ای که به پسرش آلبرت که در استرالیا زندگی می‌کرد، نوشته است:
من در نقطه ای از درون شکستم، اما به لحاظ اخلاقی سرشار از خود گام برمی‌داشتم
هیچگاه از کسی نفرت ندارم، همیشه در ذهنم بود که انسان شگفت‌انگیزترین پدیده خلقت است و باید مورد احترام قرارگیرد، اما از جانب هنرجویان و رفقایم در نیروی هوایی که بیست سال همدیگر را می‌شناختیم، با من مثل یک جنایتکار یا سگ رفتار می‌کردند.
او در اکتبر سال ۱۹۷۳ تحت بازداشت خانگی قرار گرفت، اما در ۱۸ دسامبر برای سومین بار دستگیر شد و همراه با چندین افسر در نیروی هوایی، متهم به «خیانت» در رزمایش حمل و نقل در نیروی هوایی بخش آراو ال ۱–۷۳ که یک پروسه در نیروی هوایی شناخته می‌شود، شدند.

## مرگ
او در ۱۳ مارس ۱۹۷۴ پس از یک حمله قلبی در زندانی در سانتیاگو در گذشت، محل درگذشت وی همان مکانی بود که توسط همکاران خود در FACH مورد بازجویی قرار گرفته بود.

## خانواده
او با یک باستان‌شناس به نام انجلا جریا گومز ازدواج کرد، و صاحب دو فرزند، آلبرتو و میچل باچله شد. میشل بعدها نخستین زن رئیس‌جمهور شیلی شد.